# هيجين
هيجين (بالصينية: 河津市) هي مدينة على مستوى مقاطعة، في الصين، تقع في يونتشنغ، بلغ عدد سكانها 395,527 نسمة، تبلغ مساحتها 593 كيلومتر مربع، رمزها البريدي هو 043300.

## أعلام
- سيما شيان